# Georg Hoffmann (Historiker)
Georg Hoffmann (* 1979) ist ein österreichischer Historiker. Im Dezember 2022 wurde er als Direktor des Heeresgeschichtlichen Museums in Wien ab 2023 vorgestellt und am 15. Februar 2023 von Verteidigungsministerin Klaudia Tanner bestellt.

## Leben
Georg Hoffmann ist Milizoffizier und studierte an der Universität Graz und an der Andrássy Universität Budapest.
Von 2008/09 bis 2017 war er wissenschaftlicher Mitarbeiter am Institut für Geschichte der Universität Graz im Fachbereich Zeitgeschichte. Am Center Austria der University of New Orleans war er 2013 Research Fellow. 2014 promovierte er an der Uni Graz bei Dieter-Anton Binder und Konrad Helmut mit einer Dissertation zum Thema „Fliegerlynchjustiz“. Gesellschaftliche und staatliche Gewaltphänomene im Strategischen Luftkrieg am Beispiel der „Lynchjustiz“ an abgeschossenen westalliierten Flugzeugbesatzungen im heutigen österreichischen und ungarischen Raum (1943–1945).
Von 2017 bis 2019 arbeitete er als Kurator am Haus der Geschichte Österreich (HDGÖ) in Wien. Anschließend wechselte er für ein Jahr als Verwaltungspraktikant ins Österreichische Staatsarchiv, danach wirkte er einige Monate als wissenschaftlicher Mitarbeiter an der Landesverteidigungsakademie. Im Herbst 2021 wurde er Historiker am Bundesministerium für Landesverteidigung.
2018 erhielt er den Förderungspreis des Karl-von-Vogelsang-Staatspreises für Geschichte der Gesellschaftswissenschaften für seine 2015 im Verlag Ferdinand Schöningh erschienene Publikation Fliegerlynchjustiz: Gewalt gegen abgeschossene alliierte Flugzeugbesatzungen 1943–1945.
Von Verteidigungsministerin Klaudia Tanner wurde er im Dezember 2022 als Nachfolger von Christian Ortner als Direktor des Heeresgeschichtlichen Museums präsentiert. Die Bestellung erfolgte im Februar 2023.

## Publikationen (Auswahl)
- Thalerhof 1914–1936. Die Geschichte eines vergessenen Lagers und seiner Opfer. Gemeinsam mit Nicole-Melanie Goll, Philipp Lesiak, Schäfer, Herne 2010, ISBN 978-3-933337-76-4.
- Fliegerlynchjustiz. Gewalt gegen abgeschossene alliierte Flugzeugbesatzungen 1943–1945. Ferdinand Schöningh, Paderborn 2015, ISBN 978-3-506-78137-6.
- 41 Tage, Kriegsende 1945 – Verdichtung der Gewalt. Eine Ausstellung zu den letzten Wochen des NS-Terrors in Österreich = 41 days, end of the war 1945 – culmulation of violence. Gemeinsam mit Dieter A. Binder, Monika Sommer, Heidemarie Uhl, Mandelbaum Verlag, Wien 2016, ISBN 978-3-85476-529-5.

## Auszeichnungen
- 2018: Karl-von-Vogelsang-Staatspreis für Geschichte der Gesellschaftswissenschaften – Förderungspreis[1][7]